# Isle au Haut
Isle au Haut és una població dels Estats Units a l'estat de Maine (EUA). Segons el cens del 2000 tenia 79 habitants.

## Demografia
Segons el cens del 2000, Isle au Haut tenia 79 habitants, 32 habitatges, i 20 famílies. La densitat de població era de 2,4 habitants/km².
Dels 32 habitatges en un 34,4% hi vivien nens de menys de 18 anys, en un 59,4% hi vivien parelles casades, en un 3,1% dones solteres, i en un 34,4% no eren unitats familiars. En el 25% dels habitatges hi vivien persones soles el 3,1% de les quals corresponia a persones de 65 anys o més que vivien soles. El nombre mitjà de persones vivint en cada habitatge era de 2,47 i el nombre mitjà de persones que vivien en cada família era de 3,05.
Per edats la població es repartia de la següent manera: un 25,3% tenia menys de 18 anys, un 6,3% entre 18 i 24, un 30,4% entre 25 i 44, un 24,1% de 45 a 60 i un 13,9% 65 anys o més.
L'edat mediana era de 42 anys. Per cada 100 dones de 18 o més anys hi havia 118,5 homes.
La renda mediana per habitatge era de 25.000 $ i la renda mediana per família de 34.167 $. Els homes tenien una renda mediana de 23.750 $ mentre que les dones 16.563 $. La renda per capita de la població era d'11.723 $. Cap de les famílies i el 17,3% de la població estaven per davall del llindar de pobresa.